# Енис Бен-Хатира
Енис Бен-Хатира (на немски Änis Ben-Hatira) е немски футболист от тунизийски произход, роден на 18 юли 1998 в Берлин, Германия.

## Кариера
Преди да дойде в Хамбургер ШФ през януари 2006, Бен-Хатира преминава през детските и юношеските формации на Райникендорфер Фюксе, Херта и Тенис Борусия (Берлин). Преди началото на сезон 2006/2007 той подписва договор като професионален футболист и така може да играе както за „А“ отбора, така и за дублиращия състав. Първият му мач в Бундеслигата е на 24 февруари 2007 срещу Айнтрахт Франкфурт, а на 1 април 2007 изиграва първия си мач като титуляр (срещу Волфсбург).
Бен-Хатира има мачове за националния отбор на Германия до 19 години.
Брат му Аймен, който е с осем години по-голям т него, също е футболист и играе в Бабелсберг 03.